# Sason colemani
Sason colemani är en spindelart som beskrevs av Raven 1986. Sason colemani ingår i släktet Sason och familjen Barychelidae.
Artens utbredningsområde är Queensland. Inga underarter finns listade i Catalogue of Life.